# أودري وود
أودري وود (بالإنجليزية: Audrey Wood) هي كاتِبة وكاتبة للأطفال أمريكية، ولدت في 12 أغسطس 1948.

## وصلات خارجية
- الموقع الرسمي